# Concours Long-Thibaud-Crespin
Pour les articles homonymes, voir Long et Thibaud.

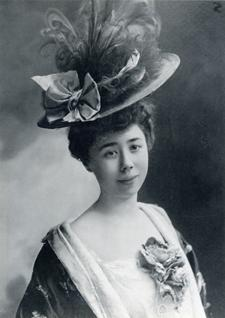
Marguerite Long.

Le concours Long-Thibaud-Crespin est un concours de piano, de violon et de chant ouvert aux jeunes interprètes du monde entier. Il a lieu à Paris (France).
Créé en 1943, il est initialement nommé concours Long-Thibaud et réservé au piano et au violon,. Le chant s'ajoute au programme en 2011.

## Histoire
Ce concours est né de la volonté des deux musiciens français dont il porte le nom : la pianiste Marguerite Long (1874-1966) qui créa notamment le Concerto en sol sous la direction de Maurice Ravel et le violoniste Jacques Thibaud (1880-1953).
C’est en 1943 que Marguerite Long fait appel à son ami violoniste pour créer ce concours. (Un concours Jacques Thibaud s'était tenu l'année précédente à Bordeaux : Jacques Thibaud présidait le jury et le premier prix fut décerné à Jacques Dejean). Prenant très à cœur la révélation de jeunes interprètes, Marguerite Long fait don de toute sa fortune pour permettre la mise en œuvre du premier concours et assurant sa pérennité. De nombreux mécènes poursuivront son action jusqu’à aujourd’hui.
La première édition se tient donc en 1943, pendant la Seconde Guerre mondiale, la cofondatrice, Marguerite Long voulant donner une espérance aux jeunes Français sous l’occupation. Les Premiers Prix iront à Samson François, pour le piano, et à Michèle Auclair, pour le violon.
Dès la fin de la guerre, le concours ouvre ses portes à l'international et, très vite, il obtient une renommée mondiale. Le Concours abandonne en 1949 sa formule triennale pour avoir lieu tous les deux ans. En 1957, il obtient le haut patronage de l’État français et les ministres de la Culture, des Affaires Etrangères, de l’Intérieur, l’Académie des Beaux-Arts ainsi que la Ville de Paris deviendront administrateurs de la Fondation Long-Thibaud, aux côtés de personnalités telles que Lionel Corre (Senior Partner chez BCG), Pascal Michard (Président d’AEMA), Marc Laforet (pianiste), François Burdeyron (Préfet) ou Gérard Bekerman (qui préside la Fondation Long-Thibaud).
À partir de 1983, face à la multiplication des concours internationaux dans le monde et à des problèmes de financement, le concours adopte une nouvelle formule : les concours de piano et violon qui avaient lieu auparavant simultanément sont séparés. Une année est maintenant consacrée au piano, la suivante au violon tandis qu’est organisée pendant la troisième une soirée de gala où se produisent les lauréats.

## Jury
Le jury rassemble chaque année des personnalités reconnues du monde musical : artistes, directeurs de grandes salles, journalistes : Yehudi Menuhin, Bruno Leonardo Gelber, Martha Argerich, Kurt Masur, Daniele Gatti, Roland Faure, Chung Myung-whun, Christian Ferras ou François-René Duchâble.

## Déroulement
La première phase de présélection consiste à envoyer une vidéo  d’une vingtaine de minutes comprenant des œuvres imposées et une œuvre au choix.
À l'issue de cette présélection, entre 20 et 30 candidats sont invités à Paris pour passer les épreuves éliminatoires, la demi-finale et la finale avec l’Orchestre symphonique de la Garde républicaine. le concours, qui se divise en éliminatoires, demi-finale et finale.
Voici, à titre indicatif, les montants des prix des lauréats de 2024 :
Premier grand prix : 35 000 €
Deuxième grand prix : 20 000 €
Troisième grand prix : 12 000 €
Quatrième prix : 8 000 €
Cinquième prix : 6 000 €
En outre, de nombreuses associations, orchestres, maisons de disques et autres mécènes offrent leur prix : SAS Albert II de Monaco, le Rotary Club, Fondation Michelin, etc.

## Premiers grand prix
| Année | Concours Long (piano)                                   | Concours Thibaud (violon)         | Concours Crespin (chant)  |
| --- | ------------------------------------------------------- | --------------------------------- | ------------------------- |
| 1943 | Samson François (France)                                | Michèle Auclair (France)          |                           |
| 1946 | Hédy Schneider (Hongrie)                                | Arnold Eidus (États-Unis)         |                           |
| À partir de 1949, le concours adopte une formule biennale                                                                      |                                                         |                                   |                           |
| 1949 | Aldo Ciccolini (Italie) Ventsislav Yankoff (Bulgarie)   | non décerné                       |                           |
| 1951 | Janine Dacosta (France)                                 | Gérard Jarry (France)             |                           |
| 1953 | non décerné                                             | Nelly Chkolnikova (URSS)          |                           |
| 1955 | non décerné                                             | Devy Erlih (France)               |                           |
| 1957 | Peter Frankl (Hongrie)                                  | Boris Goutnikov (URSS)            |                           |
| 1959 | Toyoaki Matsuura (ja) (Japon)                           | György Pauk (apatride)            |                           |
| 1961 | Marina Mdivani (URSS)                                   | Jean Ter-Merguerian (URSS)        |                           |
| 1963 | Victor Eresko (URSS)                                    | Irina Botchkova (URSS)            |                           |
| 1965 | non décerné                                             | Liana Issakadze (URSS)            |                           |
| 1967 | Edward Auer (États-Unis)                                | Nana Yachvili (URSS)              |                           |
| 1969 | Loubov Timofeeva (URSS)                                 | non décerné                       |                           |
| 1971 | Vladimir Feltsman (en) (URSS) Pascal Rogé (France)      | Lydia Doubrovskaïa (URSS)         |                           |
| 1973 | non décerné                                             | Roussoudane Gvassalia (URSS)      |                           |
| 1975 | Mikhaïl Rudy (France)                                   | Alexandre Brussilovsky (URSS)     |                           |
| 1977 | Jorge Luis Prats (Cuba)                                 | non décerné                       |                           |
| 1979 | Frédéric Aguessy (France)                               | non décerné                       |                           |
| 1981 | Kazuné Shimizu (Japon)                                  | Nina Bodnar-Horton (États-Unis)   |                           |
| À partir de 1983, les deux concours n'ont plus lieu la même année, mais un après l'autre, avec une année vide entre les cycles |                                                         |                                   |                           |
| 1983 | Stanislav Bounine (URSS)                                |                                   |                           |
| 1984 |                                                         | non décerné                       |                           |
| 1986 | José Carlos Cocarelli (Brésil) Yukino Fujiwara (Japon)  |                                   |                           |
| 1987 |                                                         | Zhou Qian (Chine)                 |                           |
| 1989 | Jeffrey Biegel (États-Unis)                             |                                   |                           |
| 1990 |                                                         | Mie Kobayashi (ja) (Japon)        |                           |
| 1992 | Midori Nohara (Japon)                                   |                                   |                           |
| 1993 |                                                         | Bartolomiej Niziol (Pologne)      |                           |
| 1995 | non décerné                                             |                                   |                           |
| 1996 |                                                         | Daishin Kashimoto (Japon)         |                           |
| 1998 | Cédric Tiberghien (France)                              |                                   |                           |
| 1999 |                                                         | Yi-Jia S. Hou (en) (Chine/Canada) |                           |
| 2001 | Dong-Hyek Lim (Corée du Sud)                            |                                   |                           |
| 2002 |                                                         | Akiko Yamada (ja) (Japon)         |                           |
| 2004 | Siheng Song (Chine)                                     |                                   |                           |
| 2005 |                                                         | Frederieke Saeijs (en) (Pays-Bas) |                           |
| 2007 | Hibiki Tamura (Japon)                                   |                                   |                           |
| 2008 |                                                         | Hyun-Su Shin (Corée du Sud)       |                           |
| 2009 | non décerné                                             |                                   |                           |
| 2010 |                                                         | Solenne Païdassi (France)         |                           |
| 2011 |                                                         |                                   | Kihwan Sim (Corée du sud) |
| 2012 | non décerné                                             |                                   |                           |
| 2014 |                                                         | Aylen Pritchin (Russie)           |                           |
| 2015 | non décerné                                             |                                   |                           |
| 2018 |                                                         | Diana Tishchenko (Ukraine)        |                           |
| 2019 | Kenji Miura (Japon)                                     |                                   |                           |
| 2020 |                                                         |                                   | annulé                    |
| 2021 |                                                         | annulé                            |                           |
| 2022 | Hyuk Lee (Corée du Sud) et Masaya Kamei (Japon) ex æquo |                                   |                           |
| 2023 |                                                         | Bohdan Luts (Ukraine),            |                           |
| 2025 | Saehyun Kim (Corée du Sud)                              |                                   |                           |

## D'autres lauréats
Le Concours Long-Thibaud compte parmi ses lauréats d’illustres artistes tels que Aldo Ciccolini, Paul Badura -Skoda, Ivry Gitlis, Peter Frankl, Dmitri Bashkirov, Jean-Jacques Kantorow, Elisabeth Leonskaya, Vladimir Spivakov, Jean-Philippe Collard, Brigitte Engerer, Silvia Marcovici, Akiko Ebi, Olivier Charlier, Stanislav Bounine, Vladimir Feltsmann.
Comme dans tout concours, remporter le 1er prix n'est pas forcément synonyme de célébrité future. À l'inverse, certains des lauréats des autres prix du concours Long-Thibaud sont devenus aujourd'hui des musiciens renommés, à l'image de :
- Gabriella Lengyel (violon, Hongrie) - 2e grand prix en 1946[14]
- Paul Badura-Skoda (piano, Autriche) - 3e grand prix en 1949
- Pierre Barbizet (piano, France) - 5e prix en 1949[15]
- Christian Ferras (violon, France) - 2e prix en 1949
- Philippe Entremont (piano, France) - 5e prix en 1951 - 2eme Grand Prix en 1953
- Ivry Gitlis (violon, Israel) - 5e prix en 1951[15]
- Dimitri Bashkirov (piano, URSS) - 2e grand prix en 1961
- Bruno Leonardo Gelber (piano, Argentine) - 3e grand prix en 1961
- Catherine Silie (piano, France) - 4e prix en 1961
- Bruno Rigutto (piano, France) - 6e prix en 1963
- Jean-Jacques Kantorow (violon, France) - 6e prix en 1963
- Elisabeth Leonskaïa (piano, URSS) - 3e grand prix en 1965
- Vladimir Spivakov (violon, URSS) - 3e grand prix en 1965
- Patrice Fontanarosa (violon, France) - 6e prix en 1965[15]
- Miłosz Magin (piano, France/Pologne) - 6e prix en 1967
- Jean-Philippe Collard (piano, France) - 5e prix en 1969
- Myriam Birger (piano, France) - 4e prix en 1967
- Brigitte Engerer (piano, France) - 6e prix en 1969[15]
- Jacques Rouvier (piano, France) - 3e grand prix en 1971
- Vladimir Viardo (en) (piano, Russie) - 3e grand prix en 1971
- Ramzi Yassa (piano Egypte) 6e prix 1971
- Marie-Annick Nicolas (violon, France) - 3e grand prix 1973
- Akiko Ebi (piano, Japon) - 2e grand prix en 1975
- Raphaël Oleg (violon, France) - 3e grand prix en 1977
- Géry Moutier (piano, France) - 5e prix en 1979
- Olivier Charlier (violon, France) - 2e grand prix en 1981
- Christophe Boulier (violon, France) - 2e grand prix en 1984
- Laurent Korcia (violon, France) - 3e grand prix en 1984
- Per Tengstrand (piano, Suède) - 4e grand prix en 1995
- Bertrand Chamayou (piano, France) - 4e grand prix en 2001[15]
- Deborah Nemtanu (violon, France) - 4e grand prix en 2002[15]
- Ann-Estelle Médouze (violon, France) - Prix Serge Den Arend en 2002
- Tristan Pfaff (piano, France) - 6e prix en 2007
- Julian Trevelyan (pianiste) (piano, Royaume-Uni) - 2e Grand Prix en 2015, plus jeune lauréat de l’histoire de la compétition
- Keigo Mukawa (piano, Japon) - 2e grand prix en 2019